# Macedon Linul
Macedon Linul (n. 23 februarie 1889, Rebrișoara, comitatul Bistrița-Năsăud, Regatul Ungariei – d. secolul al XX-lea) a fost învățător și delegat al Reuniunii invățătorești greco-catolice Mariana din Năsăud la Marea Adunare Națională de la Alba Iulia din 1 decembrie 1918.

## Biografie
A urmat cursurile de profesori secundari ale Universității din Cluj.
A fost învătător la Galați, apoi la Năsăud. A colaborat la Gazeta Transilvaniei, Tribuna, Revista Bistriței și Școala poporală. A fost profesor și director de școală la Bistrița.
A contribuit la formarea C.N.R. Năsăud. A fost ales în Marele Sfat Național Român.